# Elecciones generales de Gambia de 1982
Las elecciones generales de Gambia se llevaron a cabo en mayo de 1982 para escoger a los miembros de la Cámara de Representantes. Después de una reforma constitucional en marzo, el presidente de la República pasó a ser elegido directamente. El gobernante Partido Progresista Popular triunfó en las dos elecciones, siendo reelegido Dawda Jawara como presidente y obteniendo mayoría absoluta de 28 escaños en la Asamblea Nacional.

## Resultados

### Presidente
| Candidato              | Partido                     | Votos   | %     |
| ---------------------- | --------------------------- | ------- | ----- |
| Dawda Jawara           | Partido Progresista Popular | 137.020 | 72.44 |
| Sheriff Mustapha Dibba | Partido Convención Nacional | 52.136  | 27.56 |
| Total                  | Total                       | 189.156 | 100   |
| Fuente:                |                             |         |       |

### Asamblea Nacional
| Partido                         | Votos   | %     | Escaños | +/– |
| ------------------------------- | ------- | ----- | ------- | --- |
| Partido Progresista Popular     | 102.545 | 61.74 | 27      | –2  |
| Partido Convención Nacional     | 32.634  | 19.65 | 3       | –2  |
| Partido Unido                   | 4.782   | 2.88  | 0       | –1  |
| Independientes                  | 26.141  | 15.74 | 5       | +5  |
| Designados presidenciales       | –       | –     | 8       | +4  |
| Jefes Tribales                  | –       | –     | 5       | +1  |
| Procurador general (ex officio) | –       | –     | 1       | 0   |
| Total                           | 166.102 | 100   | 49      | +5  |
| Fuente:                         |         |       |         |     |